# 仲钨酸铵
仲钨酸铵是无机化合物，化学式(NH4)10(H2W12O42)·xH2O。

## 性质
白色结晶，溶于水，不溶于醇。

## 制备
由钨酸与氨水作用制得。
{\displaystyle {\rm {\ 12H_{2}WO_{4}+10NH_{3}\cdot H_{2}O\rightarrow 5(NH_{4})_{2}O\cdot 12WO_{3}\cdot 5H_{2}O}}}{\displaystyle {\rm {\ +12H_{2}O}}}

## 用途
用作制造金属钨、磷钨酸铵和其他钨化合物的原料，也用于制造催化剂。
(NH4)10(H2W12O42)·4H2O　→　12 WO3＋10NH3＋6H2O
WO3＋3H2　→　W＋3H2O